# Marokkó az 1988. évi téli olimpiai játékokon
Marokkó a kanadai Calgaryban megrendezett 1988. évi téli olimpiai játékok egyik részt vevő nemzete volt. Az országot az olimpián 1 sportágban 3 sportoló képviselte, akik érmet nem szereztek.

## Alpesisí
Férfi
| Versenyző          | Versenyszám      | 1. futam | 1. futam | 2. futam | 2. futam | Összesítés | Összesítés |
| Versenyző          | Versenyszám      | Idő      | Hely.    | Idő      | Hely.    | Idő        | Helyezés   |
| ------------------ | ---------------- | -------- | -------- | -------- | -------- | ---------- | ---------- |
| Lotfi Hoszni Alavi | Műlesiklás       | 1:35,61  | 65.      | 1:14,03  | 46.      | 2:49,64    | 47.        |
| Lotfi Hoszni Alavi | Óriás-műlesiklás | kizárták | kizárták | kiesett  | kiesett  | kiesett    | kiesett    |
| Ahmed Áit Muláj    | Műlesiklás       | 1:20,36  | 56.      | 1:12,81  | 44.      | 2:33,17    | 42.        |
| Ahmed Áit Muláj    | Óriás-műlesiklás | kizárták | kizárták | kiesett  | kiesett  | kiesett    | kiesett    |
| Ahmad Vásít        | Műlesiklás       | 1:19,17  | 54.      | 1:12,36  | 43.      | 2:31,53    | 41.        |
| Ahmad Vásít        | Óriás-műlesiklás | kizárták | kizárták | kiesett  | kiesett  | kiesett    | kiesett    |